# Michael Umeh
Michael Daniel Chukwuma Umeh (* 18. September 1984 in Houston, Texas) ist ein US-amerikanisch-nigerianischer Basketballspieler, der in den USA aufgewachsen ist. Nach seinem Studium in seinem Geburtsland spielte er als Profi zunächst zwei Jahre bei den Gießen 46ers in der deutschen Basketball-Bundesliga und später knapp eine Saison für die Phantoms Braunschweig, unterbrochen von zwei Jahren in der zweiten spanischen Liga LEB Oro. Anschließend spielte Umeh abwechselnd in Italien und Israel, wo er zuletzt für Ironi Naharija in der Ligat ha’Al aktiv war. Mit der nigerianischen Nationalmannschaft gewann Umeh die Afrikameisterschaft 2015 und war Teilnehmer der Olympischen Spiele 2016.

## Karriere
Umeh ging zum Studium an die University of Nevada, Las Vegas, wo er ab dem Jahr 2003 für die Hochschulmannschaft Runnin’ Rebels in der Mountain West Conference (MWC) der NCAA spielte. In seiner Senior-Spielzeit für die Rebels gewann Umeh mit der Mannschaft 2007 das Meisterschaftsturnier der MWC und qualifizierte sich mit ihr erstmals nach sieben Jahren Unterbrechung wieder für die landesweite NCAA-Endrunde, die die Rebels 1990 zuletzt gewinnen konnten. Bei der Rückkehr in die Endrunde erreichte man 2007 die Achtelfinalrunde Sweet Sixteen, in der man gegen die Ducks der University of Oregon ausschied.
Nach Studienende 2007 unterschrieb Umeh einen Vertrag bei den Gießen 46ers aus der deutschen BBL. Die Saison verlief sportlich wenig erfolgreich für den Verein und man konnte nur knapp mit dem 16. Rang den Abstieg vermeiden. Umehs Vertrag wurde verlängert, doch sportlicher Erfolg stellte sich nicht ein. So rangierte man am Ende der Saison 2008/09 noch einen Rang schlechter und war damit sportlich abgestiegen. Wie eine Spielzeit zuvor der TBB Trier konnten die Gießener den Erstligaverbleib nur durch den Erwerb einer freigewordenen Erstligalizenz als Wildcard sichern. Umeh verließ jedoch den Verein in Richtung Spanien und spielte dort in der zweiten Liga LEB Oro beim Erstligaabsteiger aus Menorca. Durch einen Sieg in den Play-offs der LEB konnte man den Wiederaufstieg für den Verein erreichen. Umeh selbst wechselte jedoch zur neuen Saison zum Erstligaabsteiger aus Murcia. Durch den ersten Platz nach der Hauptrunde erreichte man den direkten Wiederaufstieg. Umeh stieg diesmal ebenfalls in die erste Liga auf, allerdings wechselte er für die Saison 2011/12 zum neuen Ligakonkurrenten aus Valladolid. In Valladolid konnte er sich nicht durchsetzen und wechselte Mitte Dezember 2011 dann zum deutschen Erstligisten NewYorker Phantoms. Die Phantoms erreichten als Hauptrundensiebter der Basketball-Bundesliga 2011/12 zum dritten Mal in Folge die Play-offs um die deutsche Meisterschaft, in denen sie in der ersten Runde dem späteren Vizemeister ratiopharm Ulm sieglos unterlagen.
Umeh wechselte 2012 diesmal in die zweite italienische Liga LegADue zum Liganeuling Aquila Basket aus Trient. Dieser gewann den Ligapokal der zweiten italienischen Liga und schied in der ersten Play-off-Runde um den Aufstieg aus. Anschließend wechselte Umeh in die israelische Ligat ha’Al zu Bnei haScharon aus Herzlia, die jedoch am Saisonende nur den vorletzten Tabellenplatz erreichten. Umeh wechselte Ende April 2014 noch zurück nach Italien, wo er das Saisonende für Enel New Basket aus Brindisi in der höchsten Spielklasse Lega Basket Serie A bestritt. In sechs Einsätzen konnte Umeh nicht verhindern, dass die Mannschaft aus Brindisi als Hauptrundenfünfter bei ihrer historisch ersten Play-off-Teilnahme um die italienische Meisterschaft bereits in der ersten Runde sieglos ausschied. Anschließend ging Umeh zurück in die zweite italienische Liga, die nunmehr als A2 Gold firmierte, und spielte in Verona für den ehemaligen Korać-Cup-Titelgewinner Scaligera Basket Tezenis. Mit dieser Mannschaft gewann Umeh erneut den Ligapokal der zweiten Liga, wobei Umeh beim Titelgewinn als MVP des Finales ausgezeichnet wurde. Als Hauptrundenerster verpasste Verona jedoch gegen den Achten Fortitudo Agrigento bereits in der ersten Play-off-Runde um den Aufstieg die Rückkehr in die höchste Spielklasse. Umeh ging daraufhin nach Israel zurück, wo er mit Ironi aus Naharija in die Play-offs zurückkehrte, nachdem sich die Mannschaft vom zehnten der Vorsaison auf den vierten Platz verbesserte. In den Play-offs unterlag die Mannschaft jedoch sieglos Hapoel Eilat, die von Umehs Landsmann Alade Aminu, dem Bruder von NBA-Profi Al-Farouq Aminu, angeführt wurden. Zusammen mit Alade Aminu nahm Umeh anschließend erstmals an Olympischen Spielen teil.

## Nationalmannschaft
Bei der Afrikameisterschaft 2009 in Libyen erzielte Umeh für die nigerianische Basketballnationalmannschaft in durchschnittlich 13 Minuten Spielzeit 4,7 Punkte, 1,7 Rebounds und 1,0 Assists. Nach erfolgreicher Vor- und Zwischenrunde mit nur einer Niederlage gegen den Serien-Afrikameister Angola schied die Mannschaft im Viertelfinale gegen Kamerun aus und erreichte am Ende Platz 5 des Turniers.
Bei der folgenden Afrikameisterschaft 2011 in Antananarivo erreichte man den dritten Platz, nachdem man im Halbfinale sich erneut Angola geschlagen geben musste. Im Spiel um die Bronzemedaille besiegte man die Nationalmannschaft der Elfenbeinküste. Für das olympische Qualifikationsturnier wurde Umeh unter anderem durch die ehemaligen Bundesligaspieler Tony Skinn und Ade Dagunduro aus dem Kader verdrängt. Während sich die Nationalmannschaft für das Olympiaturnier 2012 in London qualifizierte und dort in der ersten Gruppenphase nach nur einem Sieg über den afrikanischen Konkurrenten Tunesien ausschied, war Umeh nur Zuschauer bei den Olympischen Spielen.
Bei der Afrikameisterschaft 2015 war Umeh zurück im nigerianischen Kader. In Radès verlor die Auswahl nur in der Vorrunde gegen den Gastgeber Tunesien, der vier Jahre zuvor die Titelserie der Angolaner unterbrochen hatte, und siegte schließlich auch im Finale gegen Titelverteidiger Angola. Damit war Nigeria erneut für die Olympischen Spiele qualifiziert. Diesmal konnte auch Umeh dabei sein und beim olympischen Basketballturnier 2016 in Rio erzielte die Mannschaft in fünf Vorrundenspielen einen Sieg gegen Kroatien, womit man jedoch nicht über den letzten Gruppenplatz hinauskam und erneut frühzeitig ausschied. Umeh war bester Vorlagengeber und zweitbester Punktesammler für die eigene Auswahl.